# Waterworld
Waterworld è un film di fantascienza del 1995 diretto da Kevin Reynolds, interpretato e coprodotto da Kevin Costner. La storia, ambientata in un futuro postapocalittico, è basata sulle avventure di un mutante in cerca degli ultimi lembi di terra in un mondo sommerso dalle acque. È un colossal girato con un budget molto più ampio di quello inizialmente preventivato, il che all'epoca lo rese il film più costoso mai prodotto. Benché non di rado sia stato citato come un "flop" del regista, riscosse in realtà un buon successo globale, con un guadagno netto di 90 milioni di dollari nelle sale, cifra però da considerarsi al lordo delle ingenti spese di promozione sostenute per promuovere il film.

## Trama
Nel 2500 d.C. la Terra si presenta molto diversa da com'è attualmente: una terribile guerra nucleare ha causato la fusione dei ghiacciai provocata dall’aumento della temperatura e ha determinato un drammatico innalzamento dei mari. In conseguenza di ciò, il pianeta è stato completamente sommerso dalle acque e i pochi umani superstiti sono costretti a vivere su piccole città galleggianti. In questo contesto si fa strada un mutante senza nome, dotato di branchie e piedi palmati, ma dall'aspetto umano. Egli vaga solitario per i mari con il suo trimarano in cerca di terra, bene diventato particolarmente costoso e di valore.
Il mutante sosta in una città-atollo dove incontra Helen ed Enola, una bambina con uno strano tatuaggio sulla schiena. Il misterioso disegno potrebbe essere la mappa che porta a Dryland, l'unica leggendaria terra rimasta emersa dopo il cataclisma. Gregor lo studioso della città e amico di Helen ed Enola sta studiando minuziosamente il tatuaggio della bambina per scoprire il mistero. A differenza degli altri egli è sicuro che il tatuaggio di Enola, sia la mappa per arrivare a Dryland. Conoscendo il mutante Gregor ne resta affascinato, a differenza degli altri, egli comprende che lui è il risultato dell'evoluzione umana per la sopravvivenza della specie. Continuando a vivere nel mare, gli umani si stanno progressivamente adattando ad esso. Quando però anche gli abitanti dell'atollo scoprono che è un mutante si scatena un violento tumulto razzista e decidono di imprigionarlo dentro una gabbia, per poi eliminarlo con un composto chimico, nonostante la disapprovazione del capo. Un attimo prima di essere giustiziato gli Smokers, una gang di pirati guidati dal Diacono, assaltano l'atollo in cerca proprio di Enola. Anche il capo dei criminali, infatti, è a conoscenza del tatuaggio della ragazzina, ed è intenzionato a rapirla per cercare di raggiungere Dryland.
Helen libera il mutante a condizione che porti con sé lei e la bambina, rimaste sole dopo la fuga aerea di Gregor, il loro amico inventore dell'atollo. Riescono quindi a sfuggire agli Smokers e iniziano un viaggio in barca alla ricerca di Dryland. Inizialmente il mutante non vede di buon occhio le sue passeggere poiché le crede uguali agli altri abitanti dell'atollo, per via della vivacità della bambina, e perché, a seguito di un attacco degli Smokers, la sua barca subisce dei danni a causa di Helen. Dopo qualche giorno però, il mutante comincia ad aprirsi e a stringere amicizia con Enola. Viene a sapere da Helen che sia lei che la bambina erano disprezzati dagli abitanti dell'atollo e che Enola era vista come un mostro per la sua natura gentile, curiosa, sognatrice e la sua incapacità a nuotare. In seguito insegna a Enola a nuotare, dopo essere nuovamente sfuggiti agli Smokers. Il mutante ha capito che gli Smokers sono ossessionati dal catturare Enola per il suo tatuaggio e vuole sapere infine la verità. Helen rivela infine che il tatuaggio potrebbe essere la rotta per Drayland, cosa ambita da tutti gli umani superstiti del pianeta. Il mutante sostiene che si tratti solo di un mito, poiché lui ha navigato per tutti i mari del mondo, senza averla mai vista. Helen rifiuta di credergli, ma per mezzo di una campana d'aria, il mutante porta Helen nelle profondità marine, mostrandole che le città esistenti molti secoli prima sono ormai sommerse dall'acqua. Infatti, col passare degli anni, il ricordo che le terre e le città erano state sommerse dallo scioglimento dei ghiacciai era quasi del tutto svanito.
Gli Smokers riescono a rintracciare i tre fuggitivi, rapiscono Enola e bruciano la barca. Il mutante e Helen, ritrovati da Gregor grazie al fumo provocato dall'incendio, vengono portati in un nuovo atollo dove ritrovano i superstiti del precedente attacco. Il mutante si è ormai affezionato a Enola e decide di salvarla, a differenza degli altri abitanti. Gregor ha scoperto infine che le coordinate di Enola sembrano scritte al contrario, e il mutante rivela infine che i poli si sono scambiati di posto nel cataclisma che sciolse i ghiacciai. Il nord è diventato sud e l'ovest con l'est. Viene così compreso che le persone hanno sempre navigato, girando al contrario. Il mutante ha visto infine i disegni di Enola e ha compreso che Drayland esiste davvero e che la bambina proviene proprio da li. Si reca quindi alla Exxon Valdez, la nave petroliera di Diacono, e dopo un confronto tra i due la fa saltare in aria. In seguito riesce a scappare con Enola grazie all'arrivo di Gregor, sopraggiunto per salvarli con la sua mongolfiera, insieme ad Helen e al capo dell'atollo. Diacono, sopravvissuto all'esplosione, cerca di rapire nuovamente Enola ma il mutante riesce in un colpo solo a salvare la bambina e a mettere fuori gioco definitivamente il nemico, il quale muore schiantandosi contro le moto d’acqua dei suoi scagnozzi.
Tolta di mezzo l’ultima minaccia sul loro cammino, i protagonisti continuano il viaggio e Gregor riesce a decifrare il tatuaggio di Enola. Si tratta effettivamente di una rappresentazione delle coordinate dell'ultima terra emersa, Dryland. Il gruppo la raggiunge e, tra l’entusiasmo generale, trova una capanna con due scheletri umani e alcuni fogli che ricordano il disegno impresso su Enola, lasciando intendere che fossero i genitori della bambina. Vicino agli scheletri, ricoperta da ragnatele, vi è pure una scatoletta metallica. La bimba ne alza il coperchio; si tratta d'un vecchio carillon che evidentemente conosce, perché ne gira subito la chiavetta del meccanismo e parte una dolce musichetta dal tipico timbro.
Il mutante nel frattempo capisce che il suo posto non è sulla terraferma e, grazie ad un'imbarcazione di fortuna, decide di lasciare la compagnia, ripartendo alla volta delle acque. Il rumore degli animali purtroppo lo fanno soffrire ed egli ormai fa parte del mare. Prima di partire dice addio a Helen, con cui si era creato un rapporto intimo, e alla bambina. Prima di andarsene Enola gli regala il suo carillon, affinche possa ricordarsi sempre di loro e poter fare ritorno un giorno.
L’eroe sale sulla sua imbarcazione, in cerca della sua nuova avventura. Egli non si sente in grado di vivere una vita stabile sulla terraferma: il suo destino è per mare, in solitudine, verso avventure ancora da scoprire. Helen ed Enola, salite su un’altura, osservano tristemente il loro salvatore prendere il largo.

## Produzione
Il film è stato girato fra le Hawaii (Kawaihae Harbor, Waipi'o Valley), contribuendo per oltre 35 milioni di dollari all'economia di quello Stato, e la California (Santa Catalina Island, Huntington Beach, Los Angeles) dal 27 luglio al 1 dicembre 1994.
Le varie difficoltà incontrate nel corso delle riprese condussero a un esteso sforamento del budget, portandolo ad essere il film più costoso prodotto all'epoca, con un costo stimato di oltre 175 milioni di dollari.
I dialoghi fanno uso di PortoGrechese (PortuGreek), una lingua commerciale di fantasia usata dagli abitanti del mondo di Waterworld per comunicare. Dal nome si può supporre che sia costituita da una mescolanza di portoghese e greco.

## Accoglienza
Con un budget calcolato in 175 milioni di dollari, il film ne ricavò solamente 88 al botteghino negli Stati Uniti, il che gli fece guadagnare nell'immediato la fama di produzione cinematografica molto sopravvalutata; il film in realtà andò molto meglio all'estero, con un ricavo di 176 milioni di dollari nei cinema degli altri paesi (per un totale di 264 milioni) e buoni risultati anche nel circuito dell'home video con le successive vendite di VHS e DVD.
Il film fu candidato ai Premi Oscar 1996 per il miglior sonoro, ma anche a quattro ironici premi Razzie Awards, tra cui quelli per il peggiore film, peggiore attore (Kevin Costner) e peggiore regista, mentre a Dennis Hopper fu assegnato un Razzie Awards al peggior attore non protagonista.

## Riconoscimenti
- 1996 - Premi Oscar
  - Candidato al miglior sonoro
- ASCAP Film and Television Music Awards - Top Box Office Film
- Czech Lions - Audience Award
- Golden Screen (Germania)

## Attrazione
Waterworld: A Live Sea War Spectacular è un'attrazione degli Universal Studios Hollywood e Universal Studios Japan, basata sul film. L'attrazione fu inaugurata contemporaneamente all'uscita della pellicola ed è una breve rinarrazione interpretata da stuntman con molti effetti speciali, compreso l'atterraggio dell'aereo in mare.

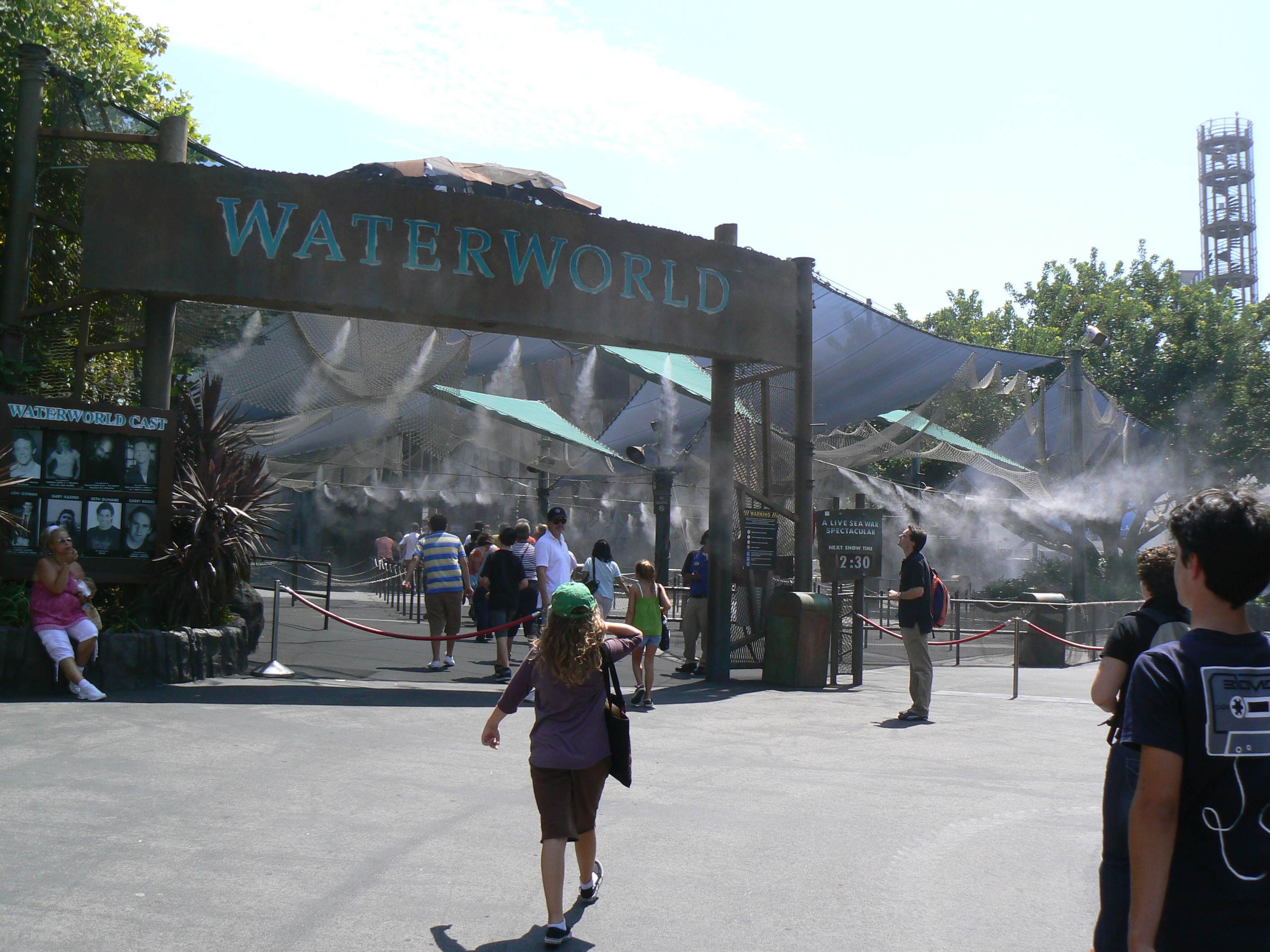
Entrata dell'attrazione agli Universal Studios Hollywood
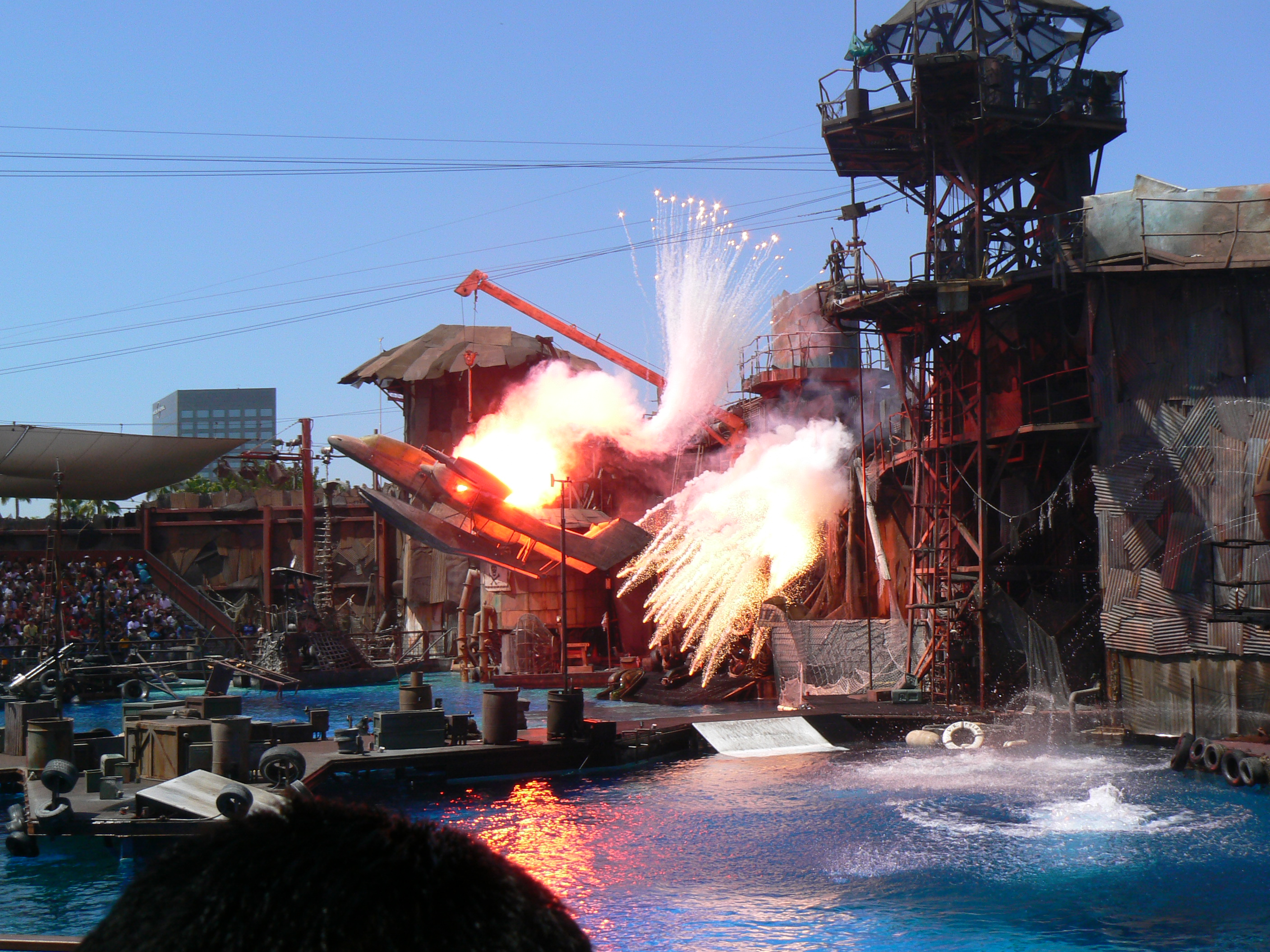
Atterraggio dell'aereo in acqua
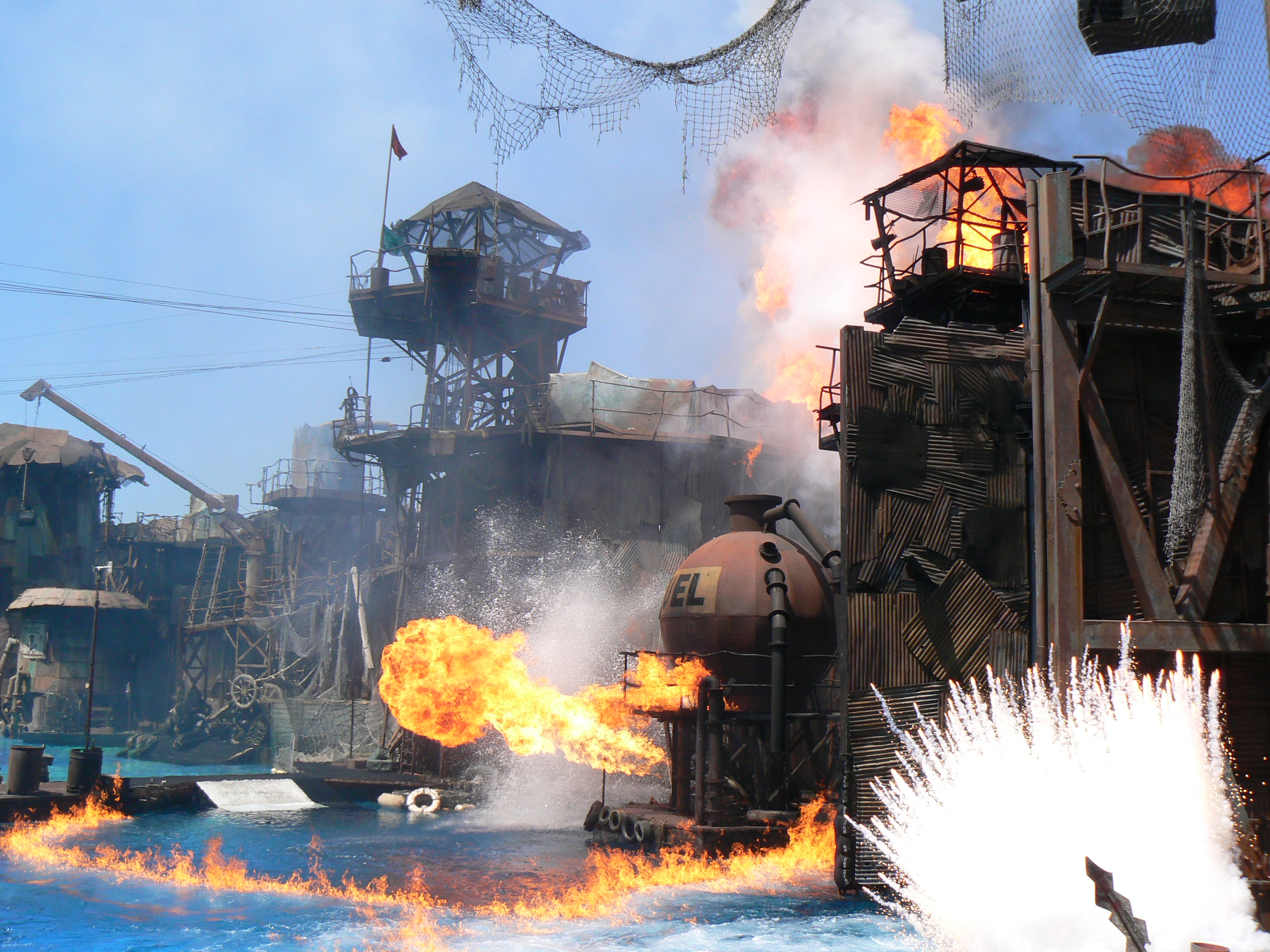
Effetti speciali dello stunt-show

## Slogan promozionali
- «Beyond the horizon lies the secret to a new beginning. »
«Oltre l'orizzonte è nascosto il segreto per un nuovo inizio.»

## Curiosità
Durante la lettura del tatuaggio sulle spalle di Enola, Diacono si avvicina ad una fotografia, dicendole: "Capitano San Joe ci siamo, dopo secoli e secoli di buio". Sotto la fotografia si legge che il Capitano San Joe è Joe Hazelwood, capitano della petroliera Exxon Valdez nel 1989, durante quella che fu considerata una delle più grandi fuoriuscite di petrolio della storia. Successivamente, durante l'affondamento della petroliera di Diacono, quest'ultima risulta essere proprio la Exxon Valdez.

## Manga
In contemporanea col film, in Giappone, uscì un adattamento manga del film, disegnato e scritto da Kazumi Kakizaki.